# Gula biblioteket
Gula biblioteket, skönlitterär bokserie utgiven av B. Wahlströms bokförlag.
| Titel                                         | Författare            | Utgivningsår |
| --------------------------------------------- | --------------------- | ------------ |
| Silverstimmet i Alaska: Roman från Nordlandet | Rex Beach             | 1936         |
| Mexikanen: Äventyrsroman                      | Peter B. Kyne         | 1936         |
| Den svarta kamelen: Kriminalroman             | Earl Derr Biggers     | 1936         |
| Flickan i svart: Roman                        | Victor Bridges        | 1936         |
| Ett spel om miljoner: Äventyrsroman           | E. Phillips Oppenheim | 1936         |
| Under Nordlandets lag: Vildmarksroman         | James Oliver Curwood  | 1936         |
| Vägen till Marrakesh: Ökenroman               | George Goodchild      | 1936         |
| Rysk kärlek: Rysk roman                       | Evdokia Nagrodskaja   | 1936         |
| Billy Våghals: Äventyrsroman                  | Christopher Culley    | 1937         |
| Sedan Bastiljen fallit: Historisk roman       | Oscar Rydqvist        | 1937         |
| Den gyllene floden: Nordlandsroman            | William B. Mowery     | 1937         |
| Äventyr i natten: Äventyrsroman               | Frank R. Adams        | 1937         |
| Ambassadören från USA                         | Øvre Richter Frich    | 1937         |
| Hur hon segrade: Roman                        | Guy Chantepleure      | 1937         |
| De fyra fjädrarna: Äventyrsroman              | A. E. W. Mason        | 1937         |